# Arvesgärde
Arvesgärde är en gata och ett bostadsområde i stadsdelen Tuve på Hisingen i Göteborg, uppfört 1971–1972.
Arvesgärde ligger sydväst om Tuve torg, mellan Glöstorpsskolan och Tuvevallen. Husen består mestadels av bostadsrättslägenheter i längor av gult tegel i tre våningar, markplan samt källare. De är byggda kring ett större parkliknande grönområde med gemensamhetslokaler och parkeringsplatser nära.
Stombusslinje 17 med sin täta turtäthet, vänder vid hållplatsen Hinnebäcksgatan strax väster om Arvesgärde, med vilken man når centrala och östra Göteborg snabbt.

## Etymologi
Arvesgärde är en dialektal sammandragning av "Arvids gärde", och syftar på att bostadsområdet är byggt på det gärde, tillhörande hemmanet Glöstorp, som smeden Arvid Andersson under början och mitten av 1800-talet förfogade över. Förr i tiden var det vanligt att man på Hisingen och i södra Bohuslän benämnde åkermarker vid dess ägares namn, snarare än ortnamn. På samma sätt är ett annat bostadsområde i Tuve döpt, Gunnesgärde (Gunnars gärde).